# Sexy Dance 5: All in Vegas
Série Sexy Dance
Miami Heat
(2012)
Pour plus de détails, voir Fiche technique et Distribution.
Sexy Dance 5: All in Vegas, ou Dansez dans les rues 5 au Québec, (Step Up: All In) est un film américain réalisé par Trish Sie, sorti en 2014. 
Il s'agit du cinquième et dernier volet de la série de films Sexy Dance.

## Synopsis
Une grande partie des personnages des précédents épisodes se réunit à Las Vegas et va s’affronter lors d’une battle dont la victoire pourrait être déterminante pour leurs rêves et leurs carrières.
C'est l'histoire d'une équipe de danseurs qui essaient de gagner leur vie en passant des auditions de danse. Alors qu’un danseur de rue de Miami, Sean Asa, emménage à Hollywood rêvant de fortune et de gloire et se sépare de son équipe. Les autres membres quittent l'équipe pour chercher du travail. Sean va retrouve son ami pour trouver un petit boulot, car il n'a plus d'argent. Mais Sean n'abandonne pas, il forme sa nouvelle équipe avec la belle et opiniâtre Andie West. Ils vont passer à une émission qui s'appelle The Vortex pour gagner un contrat de 3 ans, mais pour se qualifier pour la finale il faut envoyer une vidéo. La vidéo est tournée dans le laboratoire de Moose. Mais l’émission ne sera pas de joie car son ancienne équipe est dans la même émission. Ils travaillent dur pour gagner. Ils arrivent à se qualifier pour la première battle.
Ils apprennent que l'émission est truquée. Le petit ami de la présentatrice de The Vortex joue dans l'émission et ils ont déjà tout prévu pour qu'il gagne et que les spectateurs n'ont pas vraiment voté pour eux. Parce que la présentatrice de The Vortex pensait que l'équipe de Sean allait faire une prestation moyenne et ils les ont laissés sans voix. Les deux équipes se sont pardonné, Sean est le meilleur ami de l'ancienne équipe. Les deux équipes se réunissent pour la répétition avant le show. Sean et toute son équipe sont qualifiés en finale. Leur rêve se réalise enfin et ils gagnent un contrat de trois ans.

## Fiche technique
- Titre : Sexy Dance 5: All in Vegas
- Titre québécois : Dansez dans les rues 5
- Titre original : Step Up: All In
- Réalisation : Trish Sie
- Scénario : John Swetnam, d'après les personnages créés par Duane Adler
- Direction artistique : James Philpott et Jeffrey Mossa
- Chef décoratrice : Hamish Purdy et Halina Siwolop
- Décors : Devorah Herbert
- Costumes : Soyon An
- Photographie : Brian Pearson
- Montage : Niven Howie
- Musique : Jeff Cardoni
- Chorégraphies : David Shreibman, Christopher Scott, Parris Goebel, Cyrus Spencer, Jamal Sims et Dondraico Johnson
- Production : Adam Shankman, Jennifer Gibgot, Patrick Wachsberger (de), Erik Feig
- Sociétés de production : Summit Entertainment et Offspring Entertainment
- Société de distribution : 
  - Lionsgate (États-Unis)
  - Universal Pictures (France)
- Genre : Drame, romance et film de danse
- Durée : 112 minutes
- Budget :
- Dates de sortie :
  -  États-Unis et  Canada : 25 juillet 2014
  -  France : 16 juillet 2014
  -  Belgique : 9 juillet 2014
  -  Québec : 8 août 2014

## Distribution
- Ryan Guzman (VF : Thibaut Belfodil ; VQ : Marc-André Brunet) : Sean
- Briana Evigan (VF : Élisabeth Ventura ; VQ : Geneviève Déry) : Andie
- Adam Sevani (VF : Gabriel Bismuth-Bienaimé ; VQ : Sébastien Reding) : Moose
- Misha Gabriel (VF : Jonathan Amram ; VQ : Maxime Desjardins) : Eddy
- Stephen 'tWitch' Boss (VF : Raphaël Cohen ; VQ : Martin Desgagné) : Jason
- Stephen 'Stevo' Jones (VF : Gauthier Battoue ; VQ : Maël Davan-Soulas) : Jasper
- David 'Kid David' Shreibman : Chad
- Mari Koda (VF : Charlyne Pestel ; VQ : Claudia-Laurie Corbeil) : Jenny Kido
- Christopher Scott (VQ : Xavier Morin-Lefort) : Hair
- Luis Rosado (VQ : Nicolas Charbonneaux-Collombet) : Monster
- Chadd Smith (VF : Stanislas Forlani) : Vladd
- Facundo Lombard (VF : Martin Watier) : Marcos Santiago
- Martín Lombard (VQ : Martin Watier) : Martin Santiago
- Parris Goebel : Violet
- Cyrus 'Glitch' Spencer (VF : Nathanel Alimi) : Gauge
- Alyson Stoner (VF : Sara Correa) : Camille Gage
- Izabella Miko (VF : Ludivine Maffren) : Alexxa Brava

- Source VF sur RS Doublage
- Source VQ sur Doublage Québec[1]